# Leo Yee-Sin
Leo Yee-Sin és una metgessa de Singapur i directora executiva del Centre Nacional de Malalties Infeccioses. La seva investigació s'ha centrat en les malalties infeccioses emergents: ha estat responsable d'organitzar la resposta de Singapur a diversos brots, inclosos el Nipah, el SARS i la malaltia del coronavirus. El 2020 va ser seleccionada com una de les 100 dones més influents de l'any de la BBC.

## Primera vida i educació
Leo es va graduar a la Universitat Nacional de Singapur. Va obtenir el seu màster en medicina el 1989. Va ser registradora mèdica a l'Hospital Tan Tock Seng. Quan era una jove metgessa, Leo estava interessada en la immunologia, però després d'una trobada casual amb l'especialista en malalties infeccioses David Allen, es va interessar més per aquest tipus de malalties. Va ser una dels primeres metges a formar-se en malalties infeccioses a Singapur. El 1992 Leo va treballar com a becària clínica a Los Angeles, on més de la meitat de la seva càrrega de treball eren casos de VIH. Quan va tornar a Singapur, va establir el primer programa i centre d'atenció al pacient del VIH al país. La seva primera experiència a primera línia amb malalties infeccioses va ser quan el virus Nipah va infectar Singapur el 1999.

## Recerca i carrera
El 2002, Leo va ser nomenada consultora sènior al Centre Nacional de Malalties Infeccioses. Ha liderat el país durant el brot de la síndrome respiratòria de l'Orient Mitjà (MERS), el subtipus del virus de la grip A H7N9 (grip aviària) i els brots de febre del dengue. Leo va assegurar que les seves experiències relacionades amb les lluites de la síndrome respiratòria aguda greu (SARS) l'havien servit en bona part per assumir la gestió de la malaltia del coronavirus.

## Família
Leo està casada amb un especialista en biotecnologia. Junts tenen tres fills.

## Premis i reconeixements
- 2014 Red Ribbon Award[5]
- 2016 National Healthcare Group Distinguished Senior Clinician Award[3][6]
- 2020 Grans líders mundials segons la revista Fortune[7]
- 2020 100 Dones (BBC)[8]